# Прихована навчальна програма
Прихована навчальна програма (англ. hidden curriculum) — сукупність знань, цінностей, норм і установок, які учні засвоюють у школі, не входячи до офіційної навчальної програми. Прихована навчальна програма може суперечити, підривати, бути неефективним або доповнювати офіційний навчальний план.

## Суть
На відміну від явного навчального плану, який чітко визначений та офіційно затверджений, прихована програма передається неусвідомлено через:
- структуру та правила: розклад уроків, дрес-код, систему оцінювання, правила поведінки, розподіл влади та авторитету в класі;
- поведінку та мову вчителя: манера спілкування, ставлення до учнів, використання прикладів, жартів та ілюстрацій;
- взаємодію між учнями: спілкування, співпраця, конкуренція, ієрархія в групі, формування стереотипів та упереджень;
- фізичне середовище: оформлення класу, доступні ресурси, атмосфера в школі;
- невербальні сигнали: міміка, жести, інтонація голосу, особистий простір.

Прихована навчальна програма може мати як позитивний, так і негативний вплив на учнів.
Позитивний вплив:
- розвиток соціальних навичок: спілкування, співпраця, вирішення конфліктів, робота в команді;
- формування цінностей та особистих якостей: відповідальність, чесність, повага до інших, прагнення до знань;
- розуміння норм та правил поведінки в суспільстві.

Негативний вплив:
- дискримінація та упередження: расові, гендерні, класові, релігійні;
- стереотипізація мислення та поведінки;
- відсутність критичного мислення та схильність до конформізму;
- невпевненість у собі та низька самооцінка;
- психологічний тиск та булінг.

## Походження
Термін був введений наприкінці 1960-х років і є запозиченням з англійського виразу «прихована навчальна програма» культурним антропологом Філіпом В. Джексоном (Life In Classrooms, 1968). Цей «другий навчальний план» є «базовим курсом соціальних правил, положень і розпорядку», щоб мати можливість пройти навчання без «серйозних збитків».
Ідею про впливи поза передбачуваною навчальною програмою можна знайти раніше в літературі. Наприклад, ще в 1925 році реформатор і педагогічний аналітик Зіґфрід Бернфельд критикував шкільну систему як місце навчання, в якому, незважаючи на зусилля педагогів, діють таємні сили, що виходять далеко за межі класної кімнати.

## Дослідження
Розроблено різні підходи до пояснення прихованої навчальної програми, щоб пояснити її роль у соціалізації школи. Генрі Жіру та Ентоні Пенна розрізняють структурно-функціональний, феноменологічний та марксистсько-орієнтований освітній критичний підхід. Структурний функціоналіст пояснює, як норми та цінності суспільства передаються через школи, так що їх необхідність для функціонування суспільства приймається без сумніву. Феноменологічний підхід передбачає, що значення передається через соціальні зустрічі та взаємодії. Критичний підхід підкреслює зв'язок між економічним і культурним відтворенням, а також відносини між теорією, ідеологією та соціальною практикою навчання. За словами Жіру та Пенни, перші два підходи сприяли аналізу «прихованої навчальної програми», але критичний підхід пропонує глибше розуміння. Найважливішим моментом є усвідомлення того, що освіта у формі «прихованої навчальної програми» продовжує формуватися аспектами економічного та соціального порядку.

## Роль в університетському середовищі
Англосаксонські країни підкреслюють, що якість і досвід базової освіти, а також соціальний клас, стать і раса (які в Сполучених Штатах все ще записуються як демографічні класифікації) є більш помітними у вищій освіті. Подібним чином, рання відданість заздалегідь визначеним напрямкам навчання (відстеження) розглядається як соціально детермінована та важливе обмеження соціальної мобільності в Сполучених Штатах.
В оглядовій статті про університет як спосіб життя в книзі Рюдігера фон Бруха про німецький університетський ландшафт Маттіас Стіклер наголошує на суттєвій ролі, так буквально, «метушні студентських асоціацій» як частини «таємної навчальної програми». В англосаксонському світі розвиток особистості та формування габітусу також розглядається як частина навчання в коледжах і наступних університетах. Американські братства та жіночі товариства також тісно пов'язані з університетом і знаходяться під його наглядом. На відміну від англомовних коледжів, університетська концепція Гумбольдта висунула такі аспекти навчання та формування звичок студентів за межі університету. Тому в німецькомовних країнах це тривалий час відбувалося за взірцями або в рамках студентських асоціацій і, на відміну від англосаксонських країн, було спрямоване на самоосвіту молоді, переважно чоловічої статі. Студентські звичаї та пов'язані з ними ритуали, такі як час від часу прогулянки під пивом, мали дуже міцне походження. Сучасний культурологічний аналіз і ближчий погляд на зв'язки загалом вважаються важливими та значною дослідницькою прогалиною (станом на 2010 рік).
Навпаки, у Німеччині вільний доступ до університетів довгий час розглядався як важлива передумова соціальної мобільності. Однак вирішальною передумовою є — як давно відомо в англосаксонських країнах — якість ранньої (до)шкільної освіти. Це було підтверджено, серед іншого, у зв'язку з дослідженнями PISA. Взаємозв'язок між попередньою освітою батьків і обраною освітою явно вищий у Німеччині, ніж в інших промислово розвинених країнах, включаючи США. У Китайській Народній Республіці, особливо в Шанхаї, зв'язок між бідністю та відсутністю доступу до школи та університету, який часто цитується, зараз майже відокремлений.

## Використання в німецькій педагогічній науці
Близько 1970 року термін «прихована навчальна програма» використовувався в освітній науці переважно з соціально-критичними намірами. З цієї точки зору школа забезпечує соціальне відтворення соціальних умов, а студентів навчали б функціонувати в даній соціальній системі. Як і багато інституцій, школа має подвійний характер: хоча вона обіцяє емансипацію та просвітництво, вона заохочує учнів адаптуватися і таким чином стабілізує переважаючу «систему» або ієрархії, закріплені в суспільстві.
Останнім часом все більше уваги приділяється тому факту, що «прихована навчальна програма» можуть спричинити або посилити недоліки, наприклад, через стать чи походження. Коли йдеться про міжкультурну освіту, наголошується, що євроцентричний зміст навчання ставить іноземних студентів у невигідне становище.

## Попередник
Засновник теорії соціологічних систем Талкотт Парсонс ще в 1950-х роках встановив, що школа не тільки навчає, але й виконує соціальні функції, хоча й з абсолютно некритичним наміром. Він говорив про вимоги відбору учнів для соціальних ролей і про соціалізацію в сенсі інтерналізації рольових стандартів (див. есе «Шкільний клас як соціальна система» 1955 р.). Насправді Едуард Шпрангер звернув увагу на ці факти ще в 1962 році у своїй останній книзі «Закон небажаних побічних ефектів у навчанні» .
Студенти не тільки вивчають зміст, який вони мають навчитися, але також є частиною процесів соціалізації, таких як
- взаємодії в навчальній групі, які не контролюються вчителем,
- поведінка в групі однолітків,
- наслідування прикладів для наслідування

і тому подібне.
Щоб впоратися зі шкільною системою, учні вивчають стратегії та тактики,
- як досягти успіху з однокласниками чи з учителем,
- як приховати незнання,
- як уникнути неприємної роботи,
- Як ефективно використовувати час у класі, який сприймається як простой, для додаткових занять

і подібні.

За словами Майєра, так це працює
[…] У прихованій навчальній програмі про "мовчазні механізми" практики в правилах та ритуалах установи; Йдеться про звикання до вищезазначеного і нижче, бути добром і поганим. Сформулювати його в загальних іноземних словах: мова йде про практику в ієрархічному мисленні, у конкуренції та стандартній відповідності.

## Виховні ефекти прихованої навчальної програми
За словами Габріеле Кандзори, таємна навчальна програма має такі наслідки:
- Обов'язковість шкільного навчання впливає на сприйняття навчального матеріалу і ставлення до нього.
- Ієрархія шкільної організації формує самосприйняття власного процесу навчання.
- Особистість зводиться емоційно і в дії до ролі учня.
- Учень стає об'єктом процесу навчання.
- Навчання базується на зовнішніх настановах.
- Навчання базується на оцінюванні та формальних критеріях ефективності.
- Практикується конкурентна поведінка.
- Навчають адаптації до очікувань вчителя.
- Процеси забюрократизовані.
- Учні пристосовуються до потреб інституційно встановлених часових і просторових структур, напр. B. 45-хвилинний ритм чи розсадка.
- Вони практикують ритуали та форми взаємодії, які не є демократичними та самовизначеними.

## Основні аспекти прихованої навчальної програми
Прихована навчальна програма впливає на розвиток особистості, формування моральних принципів і соціальних навичок учнів. Її розуміння допомагає освітянам створювати більш свідомі і справедливі освітні середовища.
1. Соціальні норми та цінності: учителі та школа передають учням певні соціальні норми, наприклад, що таке хороша поведінка, як слід ставитися до авторитетів, важливість пунктуальності та дотримання правил.
2. Ролі та очікування: учні вчаться розуміти свої ролі в суспільстві, як співпрацювати в групах, як конкурувати і як вирішувати конфлікти.
3. Культура та ідеологія: школа може передавати культурні цінності та ідеології, які впливають на світогляд учнів, наприклад, патріотизм, громадянські обов'язки або певні політичні погляди.
4. Гендерні ролі: через приховану навчальну програму діти можуть засвоювати традиційні гендерні ролі та стереотипи, наприклад, що певні професії або поведінки є "чоловічими" або "жіночими".
5. Взаємини та соціальна структура: учні вчаться взаємодіяти один з одним, формувати дружні відносини, групи та розуміти ієрархію у соціальних структурах.
6. Очікування від успіху та невдачі: система оцінювання, заохочення і покарання формує уявлення учнів про те, що є успіхом і як слід ставитися до невдач.

## Результати досліджень
Маріанна Яґер у шкільному етнографічному дослідженні досліджувала шкільне життя в першому класі. Уже в перший день навчання численні поведінкові очікування були передані явно чи приховано, наприклад, через стиль мови, особливо правила підтримання дисципліни в класі, а також різні очікування щодо статей. Нормативний «код середнього класу» являє собою «форму символічного насильства, яке ставить дітей з інших соціальних верств у невигідне становище та дає їм відчуття, що вони не впораються з цим викликом». «Незалежно від того, чи є шкільні структури, розсадка, підручники чи дидактичні заходи та ритуали, спонтанні коментарі вчителів чи непомітні коментарі однолітків: секретна навчальна програма відіграє свою роль скрізь. Не можна недооцінювати це, коли йдеться про шкільну соціалізацію».